# Pere de Centelles Riu-sec i Folch de Cardona
Pere de Centelles Riu-sec i Folch de Cardona   (Oliva, 1537 (Gregorià) - 3 de maig de 1569 (Gregorià))) fou un noble del Regne de València, baró de Nules i quart comte d'Oliva.

## Biografia
Fill Francesc Gilabert de Centelles Riu-sec i Fernández de Heredia i de Maria Folch de Cardona, filla de Ferran Folch de Cardona, II duc de Cardona i la seua esposa Francisca Manrique de Lara.
Fou batejat el 4 d'agost a l'església de Santa Maria la Major d'Oliva, i contragué matrimoni amb Joana Hipòlita de Zúñiga i Requesens, germana de Lluís de Requesens i de Zúñiga i filla de Juan de Zúñiga-Avellaneda y Velasco, segon de la casa dels Comtes de Miranda del Castañar, i Estefania de Requesens. No tingueren descendència.
Pere de Centelles era de naturalesa malaltissa i feble, i per la possibilitat de morir sense successió, feu testament el 17 de gener de 1559 al seu palau d'Oliva. Morí deu anys després, foll i sense descendència al mateix palau, el 3 de maig de 1569, amb només 32 anys. El títol l'heretaren pro indiviso les seues germanes Magdalena, Anna i Felipa, després d'un plet amb els seus cosins.